# Agrochola disrupta
Agrochola disrupta är en fjärilsart som beskrevs av Edward P. Wiltshire 1952. Agrochola disrupta ingår i släktet Agrochola och familjen nattflyn. Inga underarter finns listade i Catalogue of Life.